# Torres Altes de Foix
Les Torres Altes de Foix és un edifici del municipi de Torrelles de Foix (Alt Penedès) declarat bé cultural d'interès nacional. Situada a l'W del terme, a la falda d'un turó, a l'extrem d'una plana envoltada de bosc. Actualment és al costat d'una casa moderna i d'una pista particular de tennis.

## Descripció
És una casa fortificada amb torre rodona i elements medievals. És de planta formada per diversos cossos que fan pensar en un edificació del conjunt per etapes. Hi ha superposició de construccions.Possiblement la torre de planta circular sigui l'element més antic de la masia.
La torre circular té un diàmetre intern de 175 cm i el gruix dels seus murs és de 135 cm. Actualment té una alçada d'uns 8 m, bé que els metres superiors són fruit de la restauració moderna. És acabada amb una cúpula. El mur és format per pedres sense treballar.
L'edifici que s'hi adossa té unes façanes d'uns 8 m de llarg. La construcció que hi ha al seu costat oriental sobresurt d'aquest edifici entre 4,5 i 3,35 m. Té un mur amb un gruix de 90 cm. A la paret nord de l'edifici occidental hi ha una finestra geminada amb un doble arc rodó. En el cos més oriental, al mur meridional, s'obre una porta, arran de l'altre edifici. Aquesta porta té un arc rebaixat a l'actual cara exterior i un arc de mig punt a l'interior, fet que fa pensar que abans s'obria cap al que ara és l'interior. L'amplada de la porta és, a dins, de 85 cm.
Es tracta d'un conjunt notable fet cap als segles XII o XIII.

## Història
Malauradament hi ha poques notícies històriques sobre aquesta fortificació. Es trobava inclosa dins l'antic terme del castell de Foix esmentat des del segle xi. Tot el conjunt medieval fou molt modificat en èpoques posteriors, quan va esdevenir una masia.